# Cairn de la Ville-Pichard
Le cairn de la Ville-Pichard est situé au lieu-dit la Ville-Pichard au nord de la commune de Pléneuf-Val-André, dominant la côte, dans le département français des Côtes-d'Armor.

## Protection
Le monument fait l'objet d’un classement au titre des monuments historiques depuis le 15 avril 1965.

## Description
Le cairn dolménique, désormais peu visible sous la végétation, était à l'origine un monument de forme elliptique assez imposant : 10 m de largeur pour l'axe nord au sud et 25 m de longueur pour l'axe est-ouest, environ 5 m de hauteur. Il contenait trois chambres circulaires en parallèle prolongées chacune par un couloir ouvrant au sud. Les chambres étaient recouvertes d'un encorbellement de pierres sèches. L'ensemble de la construction est du même type que le Cairn de l'île Carn à Ploudalmézeau.
La chambre no 1 est précédée d'un couloir d'accès long de 2,50 m et large de 0,60 m. Les parois de la chambre sont constituées d'orthostates mesurant entre 0,80 m et 1,20 m de hauteur. Le sol de la chambre était recouvert de petites dalles (3 cm à 4 cm) en grès d'Erquy.

Pointe triangulaire à nervure médiane provenant du site.

La chambre no 2 est précédée d'un couloir d'accès long de 3,60 m et large de 0,60 m. Les parois de la chambre sont constituées de seize orthostates.
La chambre no 3 est précédée d'un couloir d'accès long de 4,40 m et large de 0,58 m. Les parois de la chambre sont constituées de dix-huit orthostates.
M. Fornier[Qui ?] fouilla le cairn en 1887 et y recueillit, uniquement dans la chambre no 3, seize galets, des silex (trois lames, deux pointes et un grattoir) et des tessons de poterie d'au moins sept vases. L'ensemble a été daté du Néolithique moyen armoricain.